# Раймунду Кореия
Раймунду да Мота ди Азеведу Кореия (на португалски: Raimundo da Mota de Azevedo Correia) е бразилски поет и юрист.

## Биография
Той е роден на 13 май 1859 година в Сау Луис, щата Мараняу. През 1882 година завършва право в Юридическия факултет на Сау Паулу, след което работи като съдия в Рио де Жанейро и Минас Жерайс. Публикува поезия и се налага като един от основните представители на парнасизма в бразилската литература.
Раймунду Кореия умира на 13 септември 1911 година в Париж.